# Лапушкин, Иосиф Александрович
Иосиф Александрович Лапушкин (1916-1945) — младший лейтенант Рабоче-крестьянской Красной Армии, участник Великой Отечественной войны, Герой Советского Союза (1945).

## Биография
Иосиф Лапушкин родился 3 сентября 1916 года в селе Ижевское. После окончания пяти классов школы работал механиком в машинно-тракторной станции. В 1937 году Лапушкин был призван на службу в Рабоче-крестьянскую Красную Армию. Окончил полковую школу и курсы усовершенствования командного состава. С начала Великой Отечественной войны — на её фронтах. В июле 1941 года попал в немецкий плен, освобождён в марте 1944 года.
К январю 1945 года младший лейтенант Иосиф Лапушкин командовал ротой 113-го стрелкового полка 32-й стрелковой дивизии 4-й ударной армии 1-го Прибалтийского фронта. Отличился во время боёв в Восточной Пруссии. 29 января 1945 года Лапушкин во главе группы из двадцати бойцов переправился через Куршский залив и перерезал дорогу на Куршской косе, по которой противник пытался отступить из Клайпеды в Кёнигсберг. Группа успешно отразила несколько вражеских контратак, продержавшись до подхода основных сил. В том бою Лапушкин погиб. Похоронен у населённого пункта Кайряй в Клайпедском районе Литвы.
Указом Президиума Верховного Совета СССР от 19 апреля 1945 года младший лейтенант Иосиф Лапушкин посмертно был удостоен высокого звания Героя Советского Союза. Также был награждён орденами Ленина и Отечественной войны 2-й степени, двумя орденами Красной Звезды.
В честь Лапушкина названа улица и установлен бюст в его родном селе.